# آنا إيفانوفا
آنا إيفانوفا (20 نوفمبر 1987 - ) هي لاعبة كرة طائرة روسيا في مركز وسط ‏.

## وصلات خارجية
- آنا إيفانوفا على موقع الاتحاد الأوروبي (الإنجليزية)